# Zaglav
Zaglav ist eine Ortschaft auf der Insel Dugi Otok in Kroatien.

## Lage und Einwohner
Zaglav liegt zwischen Žman und drei Kilometer westlich vom Hauptort Sali. Durch die einzige Tankstelle der Insel Dugi Otok und den benachbarten Inseln Rava und Iž, ist Zaglav ein wichtiger Anlaufpunkt für Einheimische und  touristische Bootsfahrer.
Mit den Fähren der G&V Line Iadera ist Zaglav via Sali mit Zadar verbunden. Die meisten der 171 Einwohner (2021) leben von der Fischerei, dem Olivenanbau und dem Tourismus.
| Bevölkerungsentwicklung | Bevölkerungsentwicklung | Bevölkerungsentwicklung | Bevölkerungsentwicklung | Bevölkerungsentwicklung | Bevölkerungsentwicklung | Bevölkerungsentwicklung | Bevölkerungsentwicklung | Bevölkerungsentwicklung | Bevölkerungsentwicklung | Bevölkerungsentwicklung | Bevölkerungsentwicklung | Bevölkerungsentwicklung | Bevölkerungsentwicklung | Bevölkerungsentwicklung | Bevölkerungsentwicklung |
| ----------------------- | ----------------------- | ----------------------- | ----------------------- | ----------------------- | ----------------------- | ----------------------- | ----------------------- | ----------------------- | ----------------------- | ----------------------- | ----------------------- | ----------------------- | ----------------------- | ----------------------- | ----------------------- |
| 1857                    | 1880                    | 1890                    | 1900                    | 1910                    | 1921                    | 1931                    | 1948                    | 1953                    | 1961                    | 1971                    | 1981                    | 1991                    | 2001                    | 2011                    | 2021                    |
| 112                     | 142                     | 177                     | 222                     | 222                     | 286                     | 254                     | 408                     | 398                     | 355                     | 366                     | 237                     | 369                     | 184                     | 174                     | 171                     |

## Geschichte
Zaglav wurde Mitte 1445 das erste Mal erwähnt und ist damit die jüngste Siedlung auf Dugi Otok. Ein wohlhabender Bürger von Zadar, Grgur Mrganić, schenkte den Franziskanern „ein Anwesen auf Dugi Otok in Zaglav“ mit der Kirche St. Michael, die am 9. August 1458 eingeweiht wurde. Die Klosterkirche ist 10,50 m lang und 5,08 m breit. Es hat einen Schrein (3 × 3 m), der wie das Kirchenschiff von einem gotischen Gewölbe übersetzt wird. Die Fassade hat ein gotisches Fenster und einen Glockenturm. Auf dem Hauptaltar befindet sich ein altes Gemälde von Mihovila, Öl auf Leinwand, wurde durch eine ziemlich originalgetreue Kopie ersetzt. Es gibt auch Altäre der Muttergottes und des hl. Ante mit passenden Gemälden und drei Holzstatuen. Die Kirche bewahrt wertvolle liturgische Gegenstände aus Silber auf wie das Prozessionskreuz und den Kelch. Das wertvolle Holzkruzifix aus dem 16. Jahrhundert wird vorübergehend in der St.-Michael-Kirche in Zadar aufbewahrt. Die Klosterkirche ist heute auch eine örtliche Pfarrkirche. Wie bei allen Ortschaften auf Dugi Otok, litt Zaglav, nach dem Zweiten Weltkrieg, unter der enormen Abwanderung nach Übersee.